# Lista över offentlig konst i Danderyds kommun
Lista över offentlig konst i Danderyds kommun är en ofullständig förteckning över utomhusplacerad offentlig konst i Danderyds kommun.
| Titel                                                           | Konstnär(er)        | Årtal | Beskrivning                                  | Typ - material                   | Stadsdel/ort | Plats Koordinater                                                                              | Bild                                                            |
| --------------------------------------------------------------- | ------------------- | ----- | -------------------------------------------- | -------------------------------- | ------------ | ---------------------------------------------------------------------------------------------- | --------------------------------------------------------------- |
| Strandad knarr                                                  | Bo Almsjö           |       |                                              | betong                           | Stocksund    | Stocksunds centrum koordinater saknas                                                          | Strandad knarr                                                  |
| Födelsen                                                        | Christian Berg      | 1965  |                                              | sten                             |              | vid gaveln på byggnad 38, Danderyds sjukhus 59.39417, 18.04                                    | Födelsen                                                        |
| Blommande träd                                                  | Carl-Emil Berglin   | 1977  |                                              | polykrom plåt                    |              | vid entrén, byggnad 42, Danderyds sjukhus koordinater saknas                                   | Blommande träd                                                  |
| Flicka med vattenkruka                                          | Clarence Blum       |       |                                              | brons                            | Enebyberg    | Skolgården på Brageskolan koordinater saknas                                                   |                                                                 |
| Viktor Rydberg                                                  | John Börjeson       |       | Byst över Viktor Rydberg                     | byst - brons                     | Djursholm    | Djursholms samskola koordinater saknas                                                         | Viktor Rydberg                                                  |
| Mammor                                                          | Elsie Dahlberg      |       |                                              | väggrelief - mörkpatinerad brons | Enebyberg    | Tallgården, huvudentrén, högra koordinater saknas                                              | Mammor                                                          |
| Leda och svanen                                                 | Carl Frisendahl     |       |                                              | skulptur - brons                 | Enebyberg    | Tallgården, innergården koordinater saknas                                                     |                                                                 |
| Livskraft                                                       | Carl-Gustaf Ekberg  | 2006  |                                              | brons                            |              | rondellen, norra entrén, Mörby centrum 59.3988, 18.0355                                        | Livskraft                                                       |
| Mor och barn                                                    | Carl Eldh           |       |                                              | brons                            |              | Nora torg, Danderyd koordinater saknas                                                         | Mor och barn                                                    |
| Livsbåten                                                       | Torolf Engström     |       |                                              | brons                            |              | Minneslunden på Danderyds kyrkogård koordinater saknas                                         | Livsbåten                                                       |
| Planeten Mars (del av Sweden Solar System): Sweden Solar System | Heikki Haapanen     |       | Konstverket är en del av Sweden Solar System | koppar                           |              | I köpcentret, Mörby centrum (inomhus) koordinater saknas                                       | Planeten Mars (del av Sweden Solar System): Sweden Solar System |
| Väktare från Älvdalen                                           | Claes Hake          |       |                                              | sten                             |              | Berga backe, Danderyd 59.4029, 18.0391                                                         | Väktare från Älvdalen                                           |
| Båge från Bohuslän                                              | Claes Hake          |       | en stor stenbåge                             | sten                             |              | Berga backe, Danderyd koordinater saknas                                                       |                                                                 |
| Läkeväxter och symboler i folktron                              | Hertha Hillfon      | 1978  |                                              | reliefer - keramik               |              | gångtunneln vid Danderyds sjukhus tunnelbanestation koordinater saknas                         | Läkeväxter och symboler i folktron                              |
| Fågelpelare                                                     | Tyra Lundgren       | 1979  |                                              | brons                            |              | huvudentrén till Danderyds sjukhus 59.39194, 18.04                                             | Fågelpelare                                                     |
| Häst med ryttare                                                | Sven Lundqvist      |       |                                              | sten                             |              | Eneby torg koordinater saknas                                                                  | Häst med ryttare                                                |
| Djurriksdag                                                     | Egon Möller-Nielsen |       |                                              | lekskulptur - brons              |              | Kvarnparken i Nora, Danderyd koordinater saknas                                                | Djurriksdag                                                     |
| Dexipposstaty                                                   | Nils Möllerberg     |       |                                              | skulptur - brons                 | Djursholm    | Skolgården, Djursholms samskola (Viktor Rydbergs Samskola) koordinater saknas                  | Dexipposstaty                                                   |
| Maj                                                             | Emil Näsvall        |       |                                              | brons                            |              | lekparken, bostadsområdet Mörbybacken 1, vid August Wahlströms väg, Danderyd 59.39575, 18.0371 | Maj                                                             |
| Livets träd                                                     | Pierre Olofsson     |       |                                              | puts, konststen                  |              | södra uppgången på tunnelbanestation Danderyds sjukhus koordinater saknas                      |                                                                 |
| Spejare                                                         | Magnus Persson      | 2001  |                                              | rostfritt stål, delvis lackerat  | Djursholm    | utomhusgård vid Restaurang Fontänen, Djursholms sjukhus koordinater saknas                     |                                                                 |
| Elsa Beskow med tjäder                                          | Torsten Renqvist    |       |                                              | brons                            | Djursholm    | Elsa Beskows torg koordinater saknas                                                           | Elsa Beskow med tjäder                                          |
| Fisken                                                          | Josef Simon         |       |                                              | fris - keramik                   |              | Mörby centrum koordinater saknas                                                               |                                                                 |
| Haren och snigeln                                               | Otte Sköld          |       |                                              | väggmosaik - mosaik              | Enebyberg    | Tallgården, B1 - lilla entrén koordinater saknas                                               | Haren och snigeln                                               |
| Katt-tvätt                                                      | Maj Starck          |       |                                              | brons                            |              | Kevinge äldreboende, lusthus koordinater saknas                                                | Katt-tvätt                                                      |
| Lykthuset                                                       | Maj Starck          |       |                                              | brons                            |              | Danderyds församlingsgård 59.4075, 18.0325                                                     |                                                                 |
| Dafnes förvandling                                              | Axel Wallenberg     |       |                                              | brons                            | Djursholm    | Djursholms torg koordinater saknas                                                             | Dafnes förvandling                                              |
| Maternitet                                                      | Axel Wallenberg     |       |                                              | brons                            | Stocksund    | Petruskyrkan koordinater saknas                                                                | Maternitet                                                      |
| Solblomman                                                      | Axel Wallenberg     |       |                                              | brons                            |              | Danderyds kyrkogård koordinater saknas                                                         | Solblomman                                                      |
| Första äventyret                                                | David Wretling      |       |                                              | skulptur - konststen             | Stocksund    | Montessoridaghem Solvändan, utomhus vid entrén koordinater saknas                              | Första äventyret                                                |
| Vilande flicka                                                  | David Wretling      |       |                                              | skulptur - rosa konststen        | Stocksund    | Stocksundsgården koordinater saknas                                                            | Vilande flicka                                                  |
| Fem lyckliga                                                    | Axel Wallenberg     |       |                                              | skulptur - rostfritt stål        |              | Mörby Ungdomsmottagning, innergård, 1 tr koordinater saknas                                    |                                                                 |
| Catwalk                                                         | Mats Åberg          |       |                                              | brons                            | Enebyberg    | Santararavägen koordinater saknas                                                              | Catwalk                                                         |
| Pica pica                                                       | Mats Åberg          |       |                                              | brons                            | Enebyberg    | Santararavägen koordinater saknas                                                              | Pica pica                                                       |
| Solhjul                                                         | Mats Åberg          |       |                                              | brons                            | Enebyberg    | Santararavägen koordinater saknas                                                              | Solhjul                                                         |
| Sjöjungfrun                                                     | Mats Åberg          | 2004  |                                              | brons                            | Stocksund    | Ovala parken 59.38428, 18.04655                                                                | Fler bilder                                                     |
| Lekgrisar                                                       | Mats Karlsson       |       |                                              | lättbetong                       |              | Ösbyparkens lekplats koordinater saknas                                                        |                                                                 |
| Manuskript                                                      | Lars Kleen          |       |                                              | betong                           |              | Stig Dagermans park koordinater saknas                                                         |                                                                 |
| Energi                                                          | Carl-Gustaf Ekberg  |       |                                              | brons                            |              | Rondell Mörbyleden/Vendevägen koordinater saknas                                               |                                                                 |
| Okänd titel                                                     | Okänd               |       | skulptur av säl                              | skulptur - sten                  |              | Kvarnparken i Nora, Danderyd koordinater saknas                                                |                                                                 |
| Okänd titel                                                     | Okänd               |       | lekskulptur av häst                          | lekskulptur - betong             |              | Lekparken i Kvarnparken i Nora, Danderyd koordinater saknas                                    |                                                                 |
| Okänd titel                                                     | Einar Höste         |       |                                              | skulptur - stål                  |              | Danderyds gymnasium koordinater saknas                                                         |                                                                 |
| Okänd titel                                                     | Einar Höste         |       |                                              | Polerat stål                     |              | framför ingång Mörby Ungdomsmottagning koordinater saknas                                      |                                                                 |
| Okänd titel                                                     | Okänd               |       |                                              |                                  |              | Intill Danderyds sjukhus bårhus 59.39389, 18.03944                                             |                                                                 |
| Okänd titel                                                     | Okänd               |       | lekskulptur av björn                         | lekskulptur - betong             |              | Lekparken i Klingsta park, Klingsta, Danderyd 59.39917, 18.01639                               |                                                                 |